# Melloconcha miranda
Melloconcha miranda ist eine höchstwahrscheinlich ausgestorbene, baumbewohnende Landschneckenart, die wahlweise in die eigene Familie Microcystidae oder in die Unterfamilie Microcystinae der Familie der Kegelchen (Euconulidae) klassifiziert wird. Sie war auf der Lord-Howe-Insel endemisch und ist nur von einem leeren Gehäuse bekannt, das 1913 am Gipfel des Mount Gower von Walter Reginald Brook Oliver gesammelt wurde. Bei einer Expedition des Australian Museum im Jahr 2017 unter der Leitung von Isabel Hyman und Frank Köhler konnte die Art nicht wiederentdeckt werden. Über ihre Lebensweise ist nichts bekannt.

## Merkmale
Das Gehäuse hat eine Höhe von 4,5 mm und einen Durchmesser von 7 mm. Die Färbung ist glänzend grünlich. Die Form ist scheibenförmig  mit einer niedrigen Spindel. Die sechseinhalb Windungen sind rundlich. Die Nähte sind tief gefurcht. Die Gehäuseskulptur ist glatt und hochglänzend mit feinen, eingedrückten Spiralfurchen. Die oval-halbmondförmige Mündung ist breiter als hoch. Die Spindel ist verdickt.

## Systematik
Tom Iredale beschrieb die Art 1944 als Annacharis miranda. Im selben Jahr transferierte er sie in die neue Gattung Melloconcha.